# Associazione Calcio Rodengo Saiano
Maillots
L’Associzione Calcio Rodengo Saiano était un club de football basé à Rodengo-Saiano, une petite commune de la province de Brescia, en Lombardie, fondé en 1983.

## Historique

### Historique des noms
- 1983-2004 : Associazione Calcio Rodengo Saiano
- 2004-2007 : Associazione Calcio Sportiva Dilettantistica Rodengo Saiano
- 2007-2011 : Associazione Calcio Rodengo Saiano